# Deinopsis rapida
Deinopsis rapida är en skalbaggsart som beskrevs av Thomas Casey 1911. Deinopsis rapida ingår i släktet Deinopsis och familjen kortvingar. Inga underarter finns listade i Catalogue of Life.